# ذخائر غير منفجرة
الذخائر الغير منفجرة (بالإنجليزية: Unexploded Ordnance - تختصر إلى، UXB/UXO أو UO)‏ هي أسلحة متفجرة، (قنابل، قذائف، قنابل يدوية، قنابل أرضية، قنابل بحرية، إلخ) لم تنفجر بسبب عدم توفر الظروف المناسبة لانفجارها، ولا تزال تشكل خطر الانفجار، حتى بعد مرور عقود على استخدامها أو تجاهلها.

## الألغام حول العالم
| الترتيب                        | الدولة    | الألغام | الترتيب | الدولة          | الألغام |
| ------------------------------ | --------- | ------- | ------- | --------------- | ------- |
| 1                              | مصر       | 23      | 6       | العراق          | 10      |
| 2                              | إيران     | 16      | 7       | كمبوديا         | 7       |
| 3                              | أفغانستان | 10      | 8       | البوسنة والهرسك | 6       |
| 4                              | أنغولا    | 10      | 9       | الكويت          | 5       |
| 5                              | الصين     | 10      | 10      | فيتنام          | 3.5     |
| المجموع العالمي:110 ملايين لغم |           |         |         |                 |         |

ذخائر غير منفجرة، يعود زمنها على الأقل إلى فترة الحرب الأهلية الأمريكية، لا تزال تنفجر أو تنتظر ضحية لها في أماكن مختلفة من العالم، سواء في مناطق القتال الحالية والسابقة وعلى ميادين الرماية العسكرية. المشكلة الأساسية في الذخائر المتفجرة هي أنه على مدى السنوات تزيد حساسية فتيل الانفجار وبالتالي تزيد خطورته، وهناك قصص لا تعد ولا تحصى عن أشخاص عبثوا بذخائر غير منفجرة مر عليها فترة طويلة وكانت النتائج مميتة، بسبب ظنهم أنها أجسام غير مؤذية مما يؤدي إلى انفجارها ومن ثم مقتلهم أو إصابتهم إصابات خطيرة. ولهذا السبب ينصح عالميا بأن لا تمس الذخائر الغير منفجرة أو يتعامل معها من قبل أشخاص غير مؤهلين. بدلا من ذلك، ينبغي الإبلاغ عن الموقع إلى الشرطة المحلية بحيث يتم التخلص من القنابل أو التخلص من الذخائر المتفجرة من قبل المهنيين المحترفين كي يجعلوها آمنة. على الرغم من أن أخصائيي الذخائر الغير منفجرة لديهم مهارات ومعدات وخبرة معرفية فهم ليسو في مأمن من سوء الحظ بسبب الأخطار الكامنة. ففي يونيو 2010, اكتشف عمال بناء في غوتينغن، ألمانيا قنبلة وزنها 500 كيلوغرام (1100 باوند\رطل) تابعة لقوات الحلفاء، يعود زمنها إلى الحرب العالمية الثانية (1939-1945) مدفونة بعمق 7 أمتار (23 قدماً) تحت الأرض. تم إخطار خبراء التخلص من الذخائر الألمان وقاموا بحضور المشهد. وبينما كان يتم إجلاء السكان القريبين من المكان، والخبراء يستعدون لنزع القنبلة، انفجرت. مما أسفر عن مقتل ثلاثة منهم وجرح 6 آخرين جروح خطيرة. وكان القتلى والجرحى أصحاب خبرة عملية تتجاوز العشرين عاما. كانت القنبلة التي قتلت وأصابت أفراد التخلص من الذخائر المتفجرة من نوع خطير بشكل خاص لأنه تم تركيبها مع صمامات كيميائية تؤخر الوقت (ومزودة بصمام منع مناولة اللغم غير قابل للتجزؤ) الذي أصبح غير مستقر للغاية بعد أكثر من 65 عاما تحت الأرض. وبالمثل، في يناير 2013، قنبلة كبيرة أسقطت من قبل طائرات الحلفاء خلال الحرب العالمية الثانية انفجرت في موقع للبناء في أويسكيرشن، مما أسفر عن مقتل عامل حفار، مما أسفر عن إصابة ثمانية آخرين وإلحاق أضرار في الممتلكات في منطقة واسعة. وفي نوفمبر 2013، أربعة من مشاة البحرية الامريكية قتلوا في انفجار أثناء إزالة الذخائر غير المنفجرة من ميدان للرماية في كامب بندلتون.

## في القانون الدولي
يتطلب القانون الخامس من «معاهدة تنظيم التجارة الدولية بالأسلحة التقليدية» أنها عندما تنتهي الأعمال الحربية الفعلية بين طرفين يجب على كليهما مسح المناطق الخاضعة لسيطرتهما من «مخلفات الحرب من المتفجرات». الألغام الأرضية غير مشمولة بالبروتوكول الخامس، ولكن يتطلب البروتوكول الثاني للاتفاقية أن الألغام يجب أن تمسح بعد أن ينتهي القتال الفعلي بين طرفين.

## معرض صور

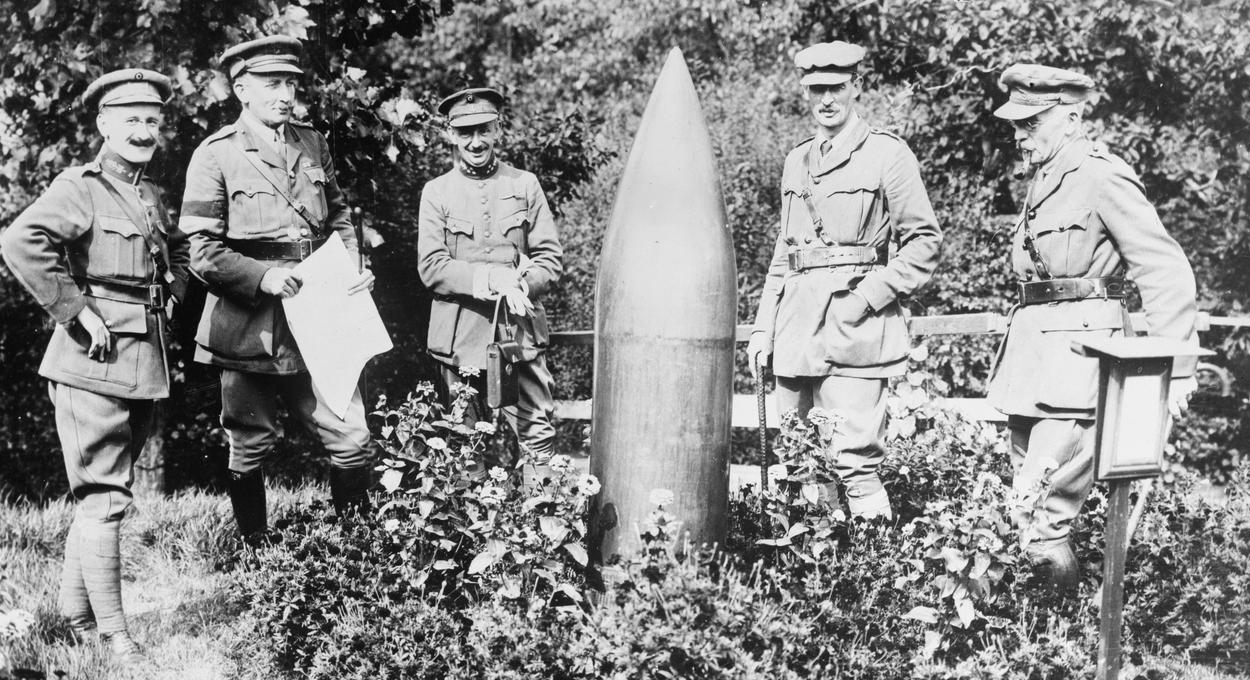
ضباط بريطانيون وبلجيكيون واقفون بجانب قذيفة ألمانية لم تنفجر في فلاندرز، خلال الحرب العالمية الأولى.
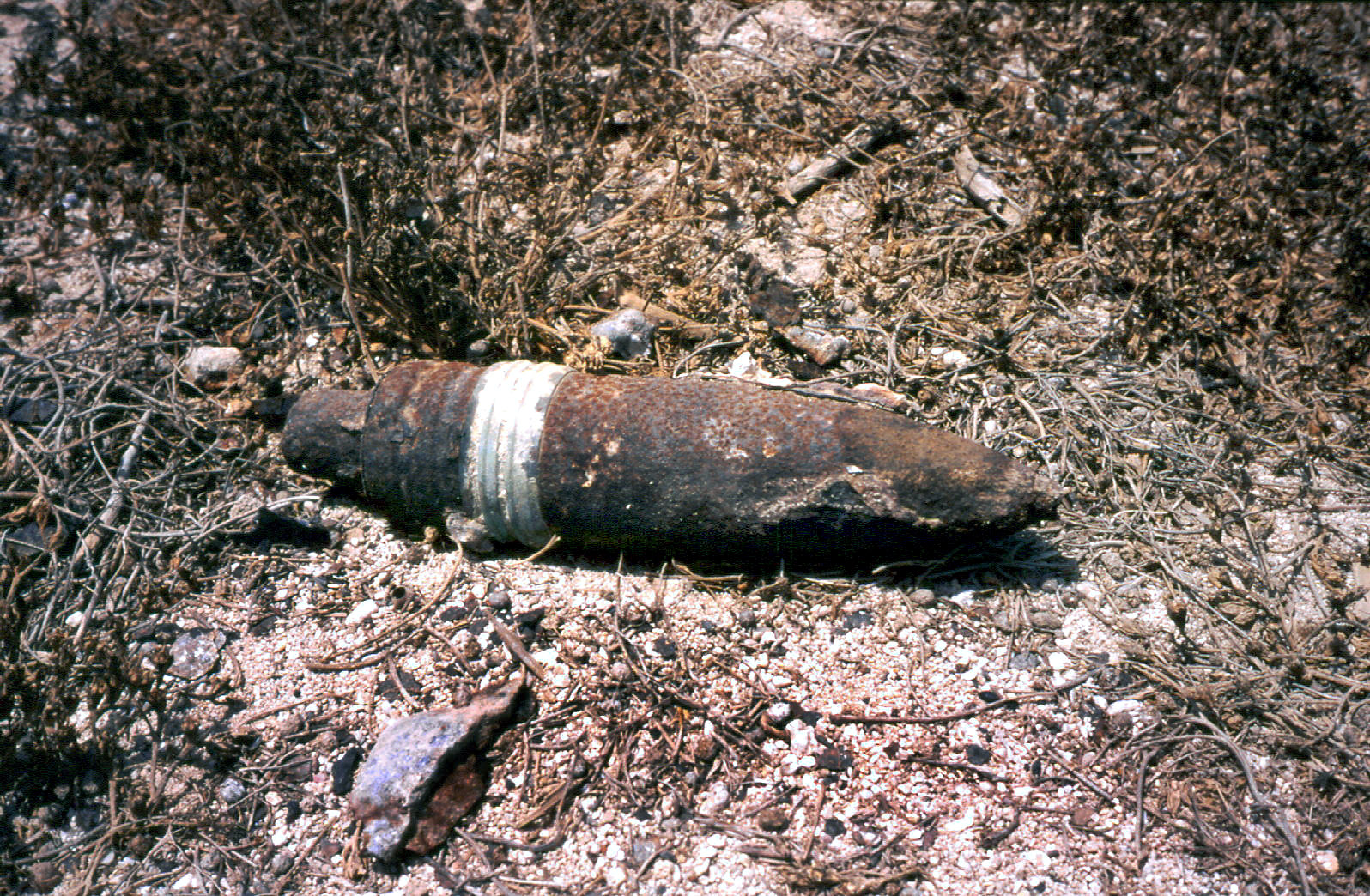
قذيفة مدفعية عراقية متآكلة جداً يعود تاريخها إلى حرب الخليج عام 1991, لا تزال حية (نشطة) وخطيرة.
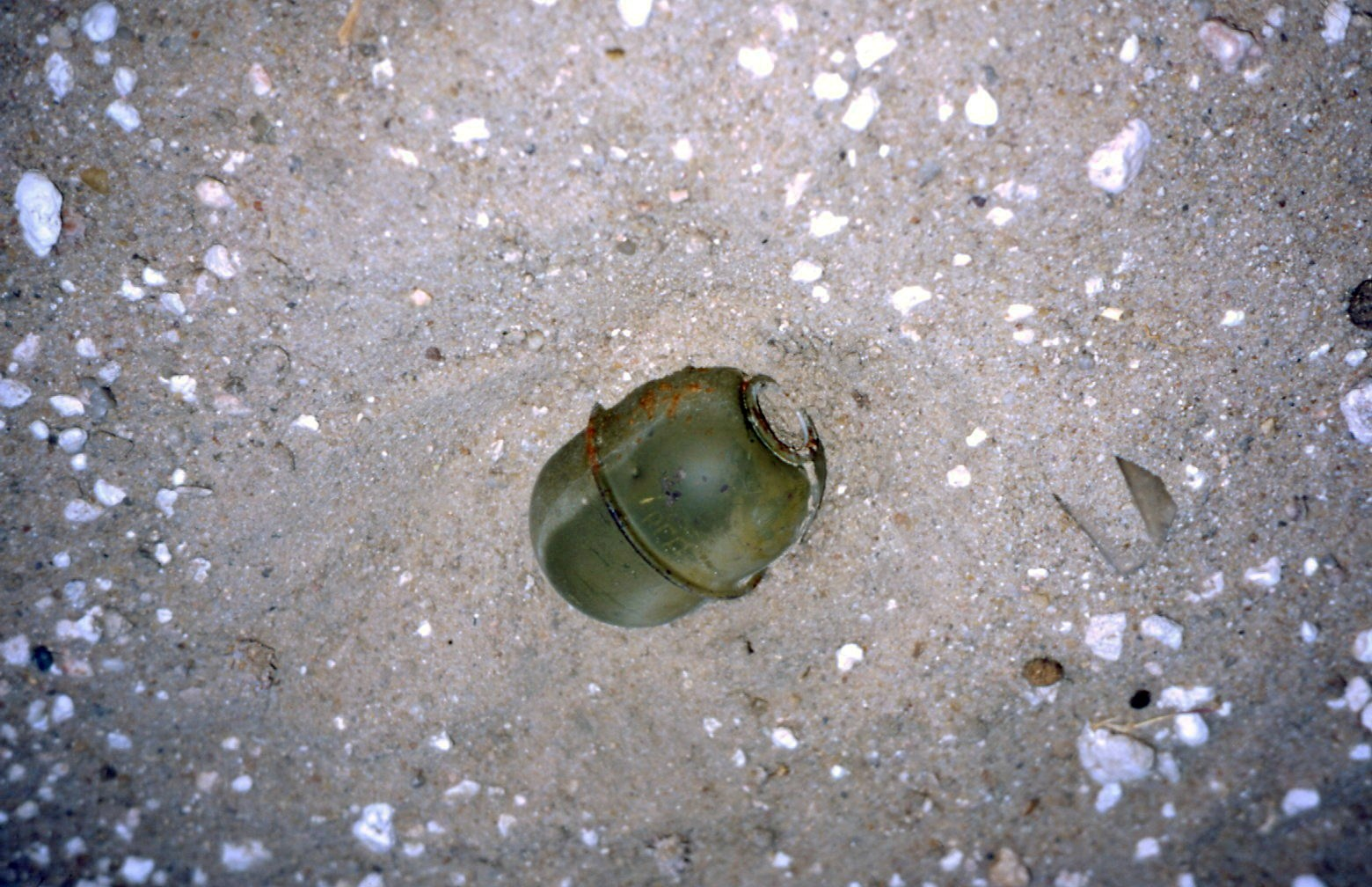
قنبلة RGD-5 يدوية (نشطة ولكن غير مزودة بصمام تفجير) في شمال الكويت يعود تاريخها إلى العام 1991.
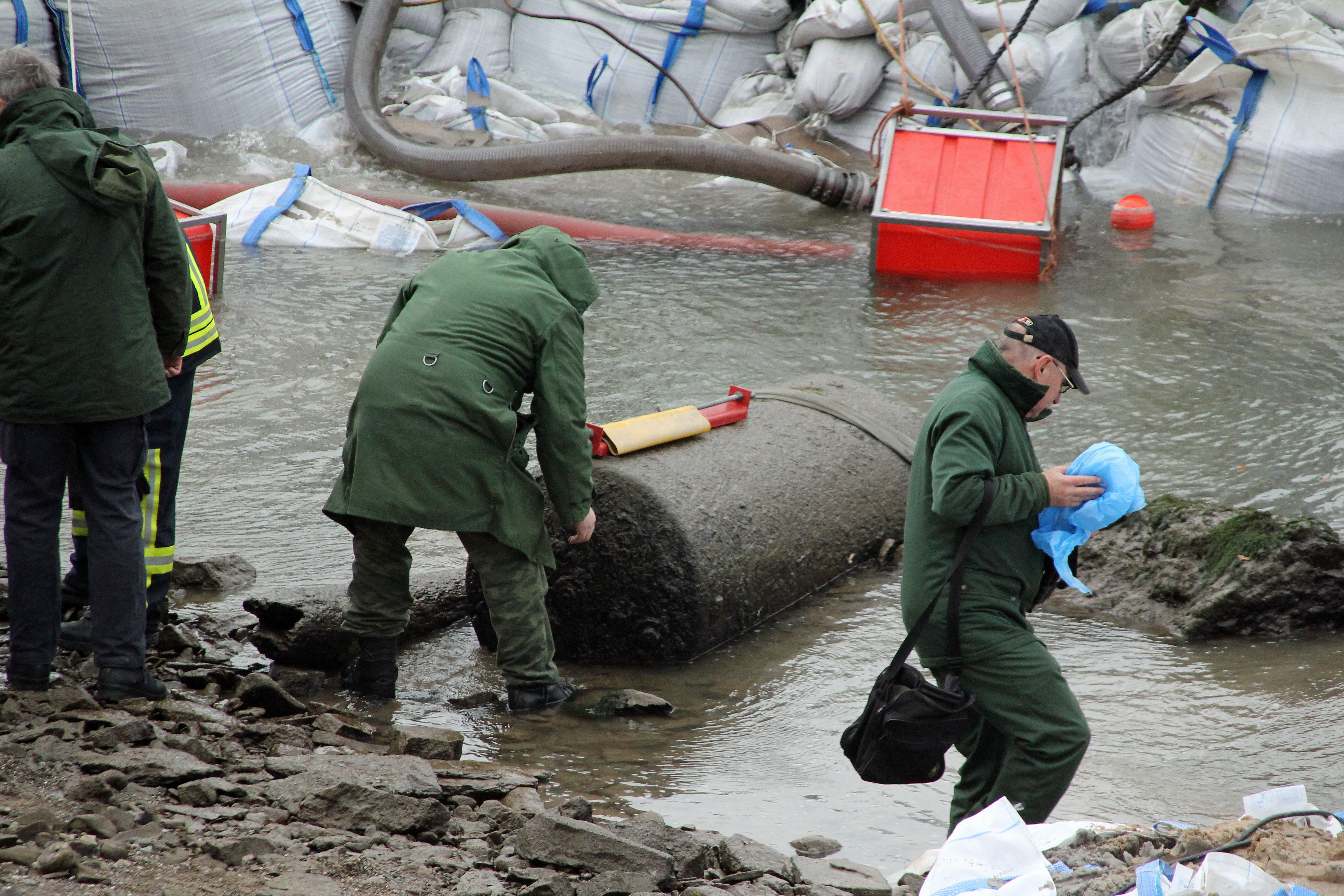
التخلص من قنبلة ضخمة ألقاها سلاح الجو الملكي (RAF) خلال الحرب العالمية الثانية، وجدت في نهر الراين بالقرب من كوبلنز, 4 ديسمبر 2011.
- فيديو لانفجار عام 2012 في ميونيخ.
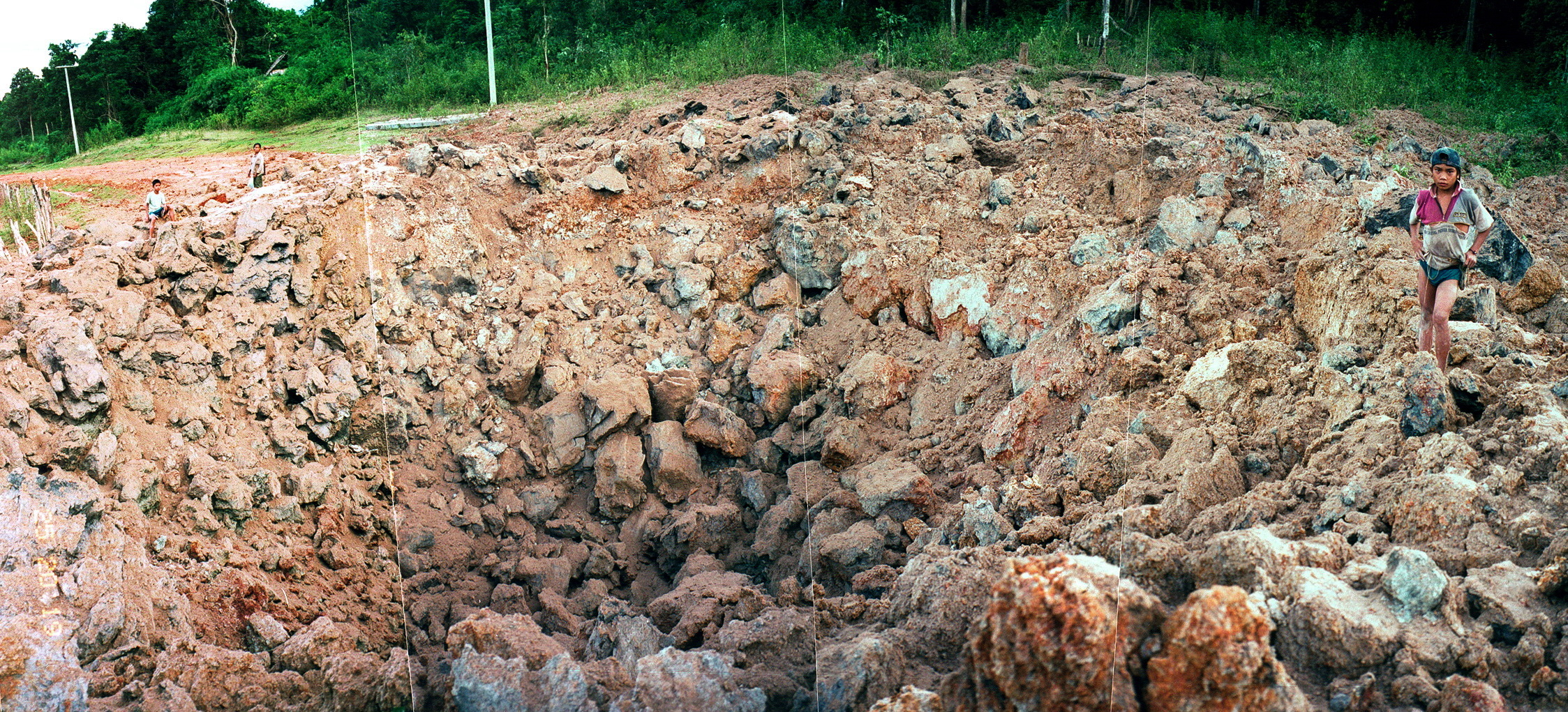
حفرة تركتها قنبلة وزنها 1000 باوند فجرها سلاح الجو الأمريكي في لاوس بدون سابق إنذار.
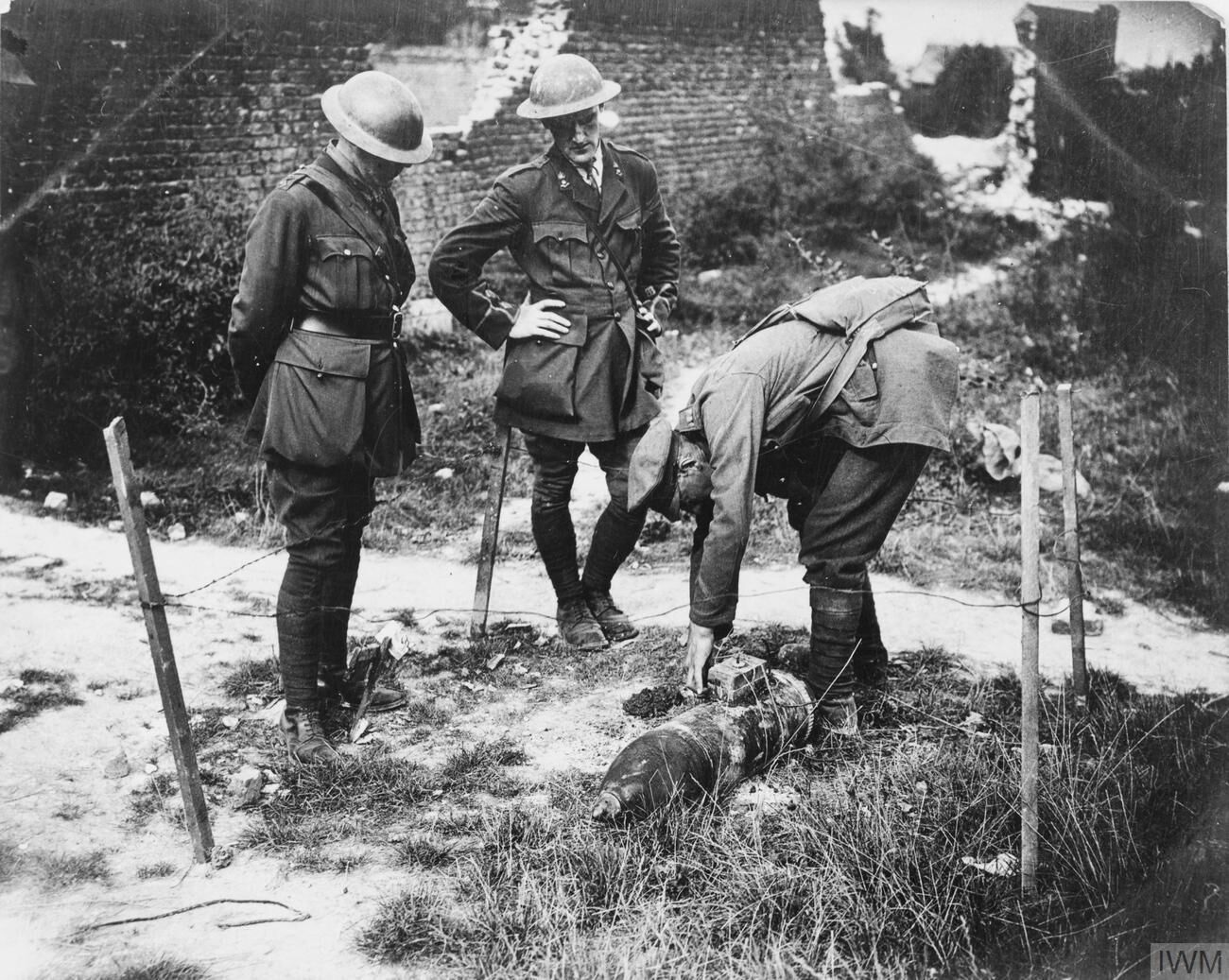
ضابط صف بريطاني يستعد للتخلص من قنبلة لم تنفجر خلال الحرب العالمية الأولى.